# Wejsce

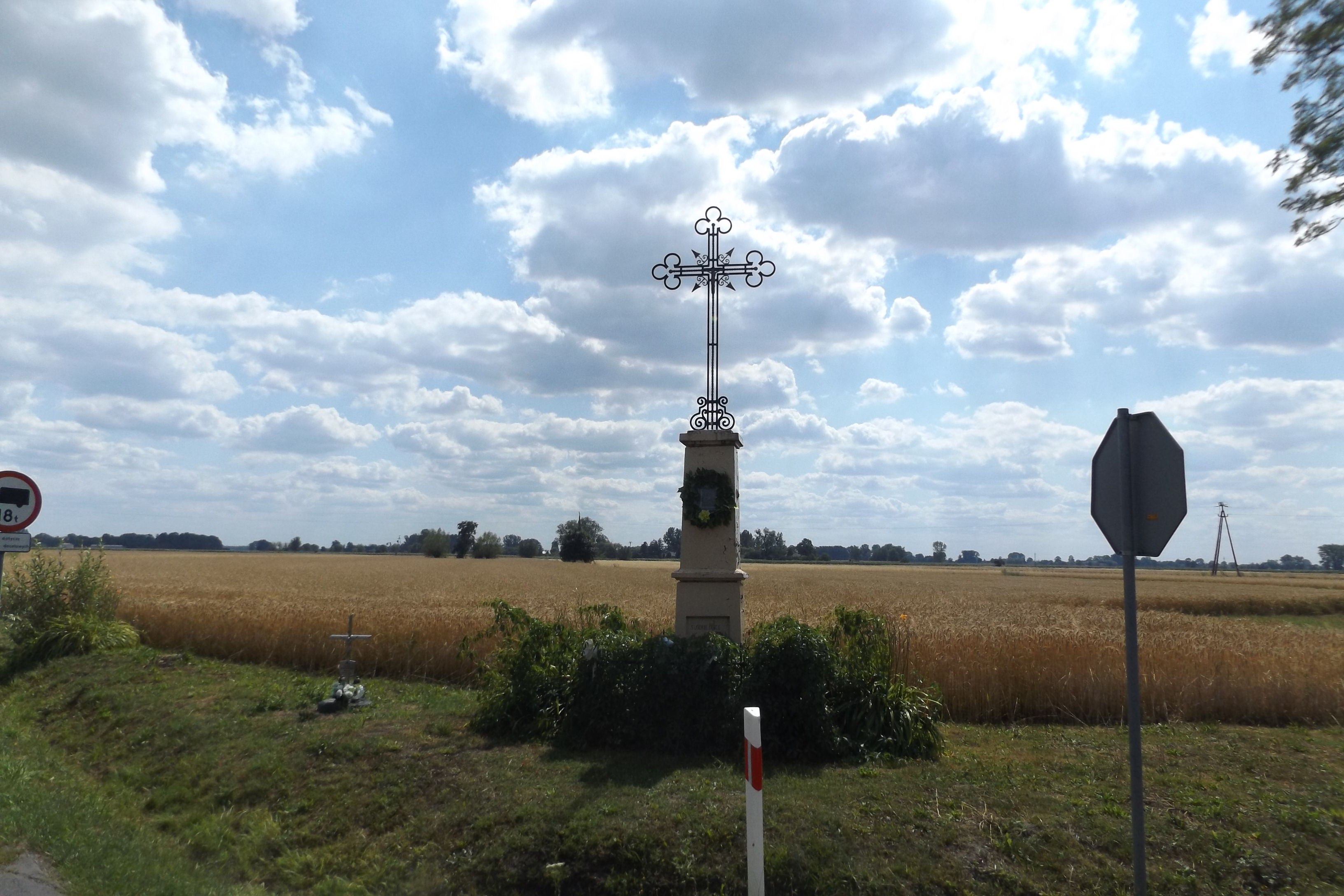
Kapliczka przydrożna w Wejscach w części Stara Wieś (gmina Kocierzew Południowy) w 2019 r.

Wejsce (dawniej Weysce) – wieś w Polsce położona w województwie łódzkim, w powiecie łowickim, w gminie Kocierzew Południowy.

## Historia
Wieś duchowna położona była w drugiej połowie XVI wieku w powiecie gąbińskim ziemi gostynińskiej województwa rawskiego. Wiejsce były wsią klucza łowickiego arcybiskupów gnieźnieńskich, od 1765 roku wieś gracjalna kapituły kolegiaty łowickiej. W latach 1975–1998 miejscowość administracyjnie należała do województwa skierniewickiego.